# Franciszek Czerski
Franciszek Czerski herbu Ogończyk – podczaszy dobrzyński w latach 1639-1661.
Podpisał pacta conventa Jana II Kazimierza Wazy w 1648 roku.